# Linz-Land
Bezirk Linz-Land là một huyện của bang Thượng Áo ở Áo.

## Các đô thị
Các thị xã (Städte) bằng chữ đậm; các phố thị (Marktgemeinden) bằng chữ xiên, các khu ngoại ô, làng và các đơn vị khác của một đô thị được hiển thị bằngchữ nhỏ.
- Allhaming
- Ansfelden
- Asten
- Eggendorf im Traunkreis
- Enns
- Hargelsberg
- Hofkirchen im Traunkreis
- Hörsching
- Kematen an der Krems
- Kirchberg-Thening
- Kronstorf
- Leonding
- Neuhofen an der Krems
- Niederneukirchen
- Oftering
- Pasching
- Piberbach
- Pucking
- Sankt Florian
- Sankt Marien
- Traun
- Wilhering